# Mathias Greve
Mathias Peter Greve Petersen, noto semplicemente come Mathias Greve (Langeskov, 11 febbraio 1995), è un calciatore danese, ala o centrocampista del Randers.

## Carriera

### Club
Ha giocato nella prima divisione danese.

### Nazionale
Ha giocato nelle nazionali giovanili danesi Under-20 ed Under-21.

## Statistiche

### Presenze e reti nei club
Statistiche aggiornate al 26 febbraio 2021.
| Stagione        | Squadra         | Campionato      | Campionato | Campionato | Coppe nazionali | Coppe nazionali | Coppe nazionali | Coppe europee | Coppe europee | Coppe europee | Altre coppe | Altre coppe | Altre coppe | Totale | Totale |
| Stagione        | Squadra         | Comp            | Pres       | Reti       | Comp            | Pres            | Reti            | Comp          | Pres          | Reti          | Comp        | Pres        | Reti        | Pres   | Reti   |
| --------------- | --------------- | --------------- | ---------- | ---------- | --------------- | --------------- | --------------- | ------------- | ------------- | ------------- | ----------- | ----------- | ----------- | ------ | ------ |
| 2014-2015       | Odense          | SL              | 17         | 1          | CD              | 1               | 0               | -             | -             | -             | -           | -           | -           | 18     | 1      |
| 2015-2016       | Odense          | SL              | 26         | 3          | CD              | 1               | 0               | -             | -             | -             | -           | -           | -           | 27     | 3      |
| 2016-2017       | Odense          | SL              | 25+3       | 1+1        | CD              | 2               | 0               | -             | -             | -             | -           | -           | -           | 30     | 2      |
| 2017-2018       | Odense          | SL              | 30+2       | 3          | CD              | 3               | 1               | -             | -             | -             | -           | -           | -           | 35     | 4      |
| 2018-2019       | Odense          | SL              | 21         | 0          | CD              | 5               | 0               | -             | -             | -             | -           | -           | -           | 26     | 0      |
| 2019-gen. 2020  | Odense          | SL              | 13         | 1          | CD              | 2               | 1               | -             | -             | -             | -           | -           | -           | 15     | 2      |
| Totale Odense   | Totale Odense   | Totale Odense   | 132+5      | 9+1        |                 | 14              | 2               |               | -             | -             |             | -           | -           | 151    | 12     |
| gen.-giu. 2020  | Randers         | SL              | 9+1        | 1          | CD              | 1               | 1               | -             | -             | -             | -           | -           | -           | 31     | 3      |
| 2020-2021       | Randers         | SL              | 17         | 3          | CD              | 4               | 0               | -             | -             | -             | -           | -           | -           | 21     | 3      |
| Totale Randers  | Totale Randers  | Totale Randers  | 26+1       | 4          |                 | 5               | 1               |               | -             | -             |             | -           | -           | 32     | 5      |
| Totale carriera | Totale carriera | Totale carriera | 158+6      | 13+1       |                 | 19              | 3               |               | -             | -             |             | -           | -           | 183    | 17     |

## Palmarès

### Club

#### Competizioni nazionali
- Coppa di Danimarca: 1

Randers: 2020-2021